# I'd Climb the Highest Mountain
I'd Climb the Highest Mountain é um filme de drama religioso estadunidense de 1951 dirigido por Henry King e estrelado por Susan Hayward e William Lundigan com Rory Calhoun, Barbara Bates, Gene Lockhart, Alexander Knox e Lynn Bari.

## Elenco
- Susan Hayward como Mary Elizabeth Eden Thompson
- William Lundigan como Rev. William Asbury Thompson
- Rory Calhoun como Jack Stark
- Barbara Bates como Jenny Brock
- Gene Lockhart como Jeff Brock
- Lynn Bari como Sra. Billywith
- Ruth Donnelly como Glory White
- Kathleen Lockhart como Sra. Brock
- Alexander Knox como Tom Salter